# Switłowodśk
Switłowodśk (do 1962 Chruszczow, do 1969 Kremhes) – miasto w obwodzie kirowohradzkim na Ukrainie, nad Zbiornikiem Krzemieńczuckim na Dnieprze. Siedziba władz rejonu switłowodskiego. Hutnictwo metali nieżelaznych, przemysł materiałów budowlanych, ceramiczny, fabryka mebli.

## Historia
Miejscowość powstała w 1954, prawa miejskie posiada od 1961.
W 1989 liczyła 55 591 mieszkańców.